# 1889

## Esdeveniments
Països Catalans

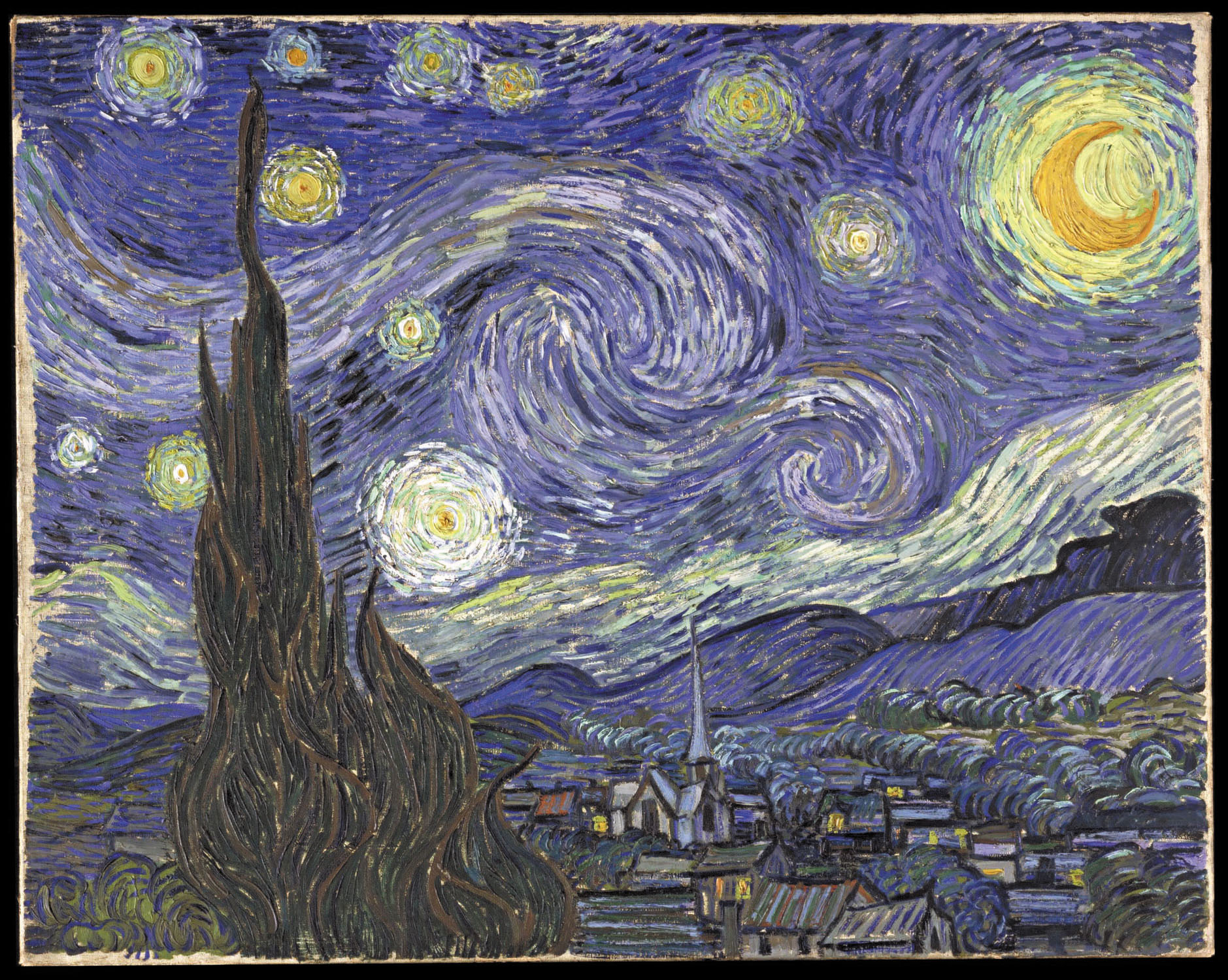
La nit estrellada, quadre de Vincent van Gogh de 1889

- 4 d'agost, Palma, Mallorca: s'hi publica el primer número de la segona època del setmanari "La Roqueta".[1]
- Barcelona: l'enginyer català Francesc Bonet i Dalmau patenta el primer automòbil a Catalunya, conegut com a Bonet.[2]

Resta del món
- 31 de març, París, França: conclou la construcció de la Torre Eiffel.[3]
- 6 de maig-31 d'octubre, París: S'hi du a terme l'Exposició Universal amb l'emblemàtica Torre Eiffel.
- 6 d'octubre, París: S'inaugura el Moulin Rouge per iniciativa de l'empresari terrassenc Josep Oller i Roca.
- 15 de novembre, Rio de Janeiro, Brasil: proclamació de la República i fi del regnat de l'Emperador Pere II.

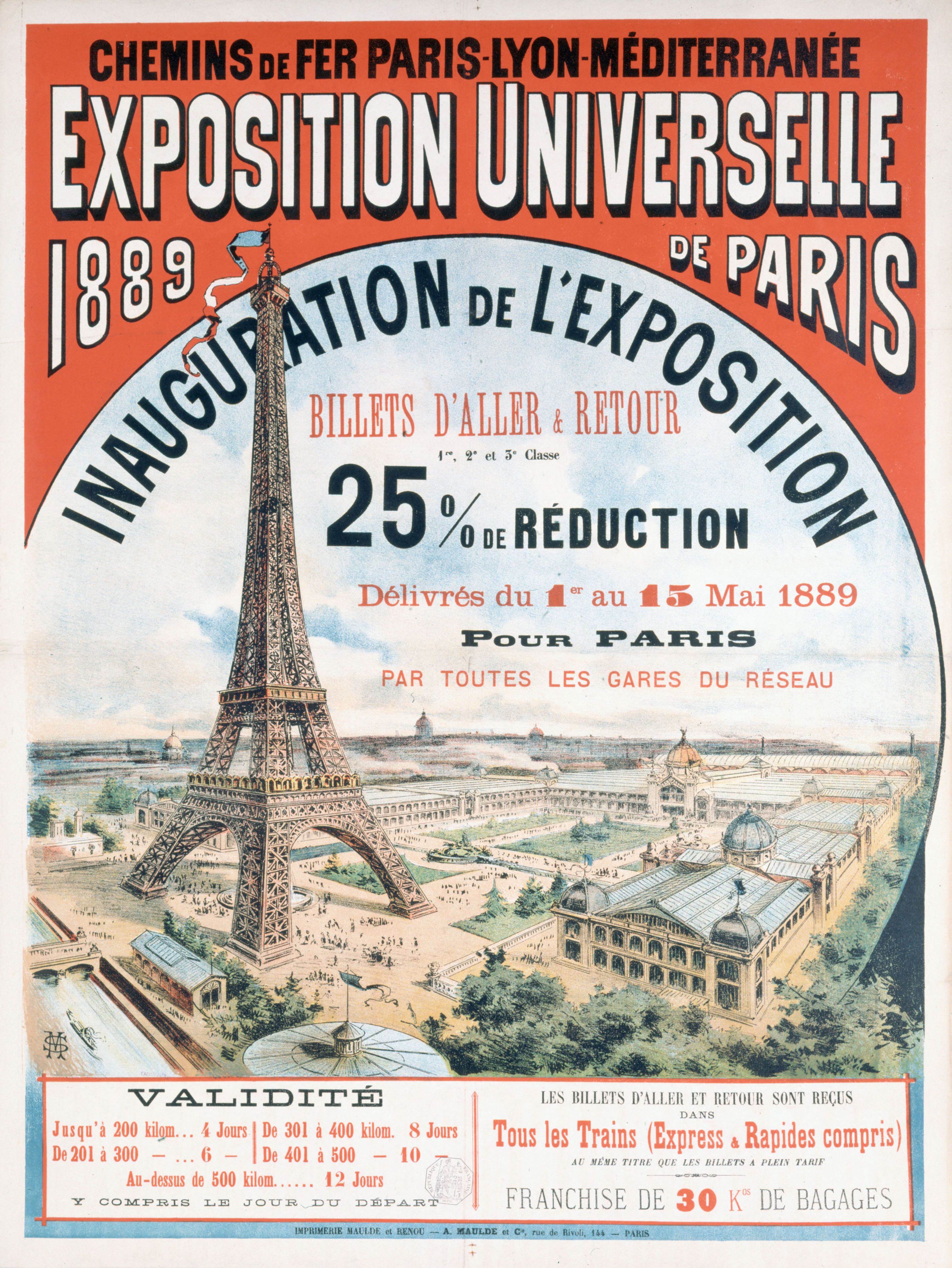
Il·lustració del recinte de l'Exposició Universal de París (1889) mostrant la Torre Eiffel i

- Construcció del Castell Beregvár.

## Naixements
Països Catalans
- 27 de febrer, Barcelona: Àurea de Sarrà, ballarina catalana dels anys vint (m. 1974).[4]
- 2 de març, Barcelona: Carme Bau i Bonaplata, soprano catalana (m. 1972).[5]
- 25 de març, Almenar, Lleidaː Clemència Berdiell, mestra i directora de l’Escola d’Almenar des de 1927 fins l’any 1959 (m. 1966).[6]
- 13 d'abril, València: María Sorolla, pintora valenciana (m. 1956).[7]
- 6 de maig, Barcelona: Graziella Pareto, una de les tres grans sopranos coloratura barceloneses de la seva època (m. 1973).[8]
- 10 de juny, Vic, Osona: Manuel Brunet i Solà, periodista i escriptor català (m. 1956).[9]
- 6 de juliol, Barcelona: Clementina Arderiu i Voltas, poetessa catalana.[10]
- 15 de juliol, Sabadell: Dolors Miralles i Valls, pedagoga i promotora dels drets laborals de la dona.[11]
- 10 de setembre, Maó, Menorca: Margarida Orfila Tudurí, compositora, pianista i professora de música (m. 1970).[12]
- 16 de desembre, Sant Cugat del Vallès: Joaquima Pla i Farreras, mecenes catalana (m. 1982).[13]
- 22 de desembre, Reus: Teresa Bartomeu Granell, esquiadora catalana pionera (m.1969).[14]
- Arenys de Mar: Joan Draper i Fossas, dramaturg, poeta i periodista català, director i fundador de la revista L'Avenir i director de la revista Bella Terra (1923-27).
- Reus: Teresa Bartomeu Granell, esquiadora catalana.[15]

Resta del món
- 19 de gener, Davos, Suïssa: Sophie Taeuber-Arp, artista tèxtil, dissenyadora, ballarina, professora universitària suïssa (m. 1943).[16]
- 7 de febrer, Pavia: Claudia Muzio, soprano lírica italiana (m. 1936).[17]
- 13 de febrer, San Javier, Santa Fe, Argentina: Alcides Greca, escriptor, cineasta, jurista, professor, activista indigenista i polític argentí.
- 22 de febrer, Chesterfield: Olave Baden-Powell, cap del guiatge, el moviment escolta per a noies (m. 1977).[18]
- 23 de febrer, París: Musidora, actriu, directora teatral, escriptora, productora, realitzadora de cinema francesa del cine mut (m.1957).[19]
- 19 de març, Lisboa, Portugal: Manuel II de Portugal rei de Portugal, 1908-1910) (m. 1932).
- 21 de març, San Diego, Califòrnia (Estats Units): W.S. Van Dyke, director de cinema estatunidenc (m. 1943).[20]
- 31 de març: Harry L. Fraser, director i guionista de cinema
- 28 de maig, Tbilisi, Geòrgia: Olga Sacharoff, pintora russa establerta a Catalunya (m. 1967).
- 7 d'abril, Vicuña, Coquimbo, Xile: Lucila Godoy Alcayaga, coneguda com a Gabriela Mistral, poetessa xilena, Premi Nobel de Literatura de 1945. (m. 1957).[21]
- 14 d'abril - Londres (Regne Unit): Arnold Joseph Toynbee, historiador i professor britànic, que va intentar sintetitzar la història universal (m. 1975)[22]
- 16 d'abril, Londres, Gran Bretanya: Sir Charles Spencer Chaplin, actor, guionista i director de cinema i també compositor d'origen anglès.
- 20 d'abril, Braunau am Inn, Àustria: Adolf Hitler, dictador alemany (m. 1945).[23]
- 21 d'abril, Moscou, Rússia: Paul Karrer, químic suís, Premi Nobel de Química de 1937 (m. 1971).[24]
- 26 d'abril, 
  - Viena, Àustria: Ludwig Wittgenstein, filòsof austríac (m. 1951).[25]
  - Sisson: Anita Loos, escriptora i guionista nord-americana (m. 1981).[26]
- 28 d'abril, Vimeiro, Portugal: António de Oliveira Salazar, dictador portuguès (m. 1970)[27]
- 6 de maig, Wanstead (Regne Unit): Stanley Morison, dissenyador gràfic (m. 1967).[28]
- 24 de maig, Bellefonte, Pennsilvània: Anna Keichline, arquitecta i inventora americana, primera dona registrada com a arquitecta a Pennsilvània i inventora del "K brick".[29]
- 23 de juny, Bolxoi Fontan, prop d'Odessa: Anna Akhmàtova, destacada poeta de l'edat de plata de la literatura russa (m. 1966).[30]
- 5 de juliol, Maisons-Laffitte, Illa de França, França: Jean Cocteau, escriptor, dibuixant i director de cinema francès.[31]
- 16 de juliol, San Francisco, Califòrnia, Estats Units: Marjorie Rambeau, actriu estatunidenca (m. 1970).[32]
- 22 de juliol, Pueblo, Colorado: Frederick Preston Search, director d'orquestra, compositor i violoncel·lista nord-americà.
- 24 de juliol, Illiniois: Agnes Meyer Driscoll, coneguda com a Madame X, criptoanalista estatunidenca (m. 1971).[33]
- 8 d'agost, Moscou: Vera Karalli, ballarina i actriu russa, pionera del cinema de dansa.[34]
- 26 de setembre, Messkirch, Alemanya: Martin Heidegger, filòsof alemany.
- 29 de setembre, Loja (Equador): Matilde Hidalgo, metgessa i política equatoriana (m. 1974).[35]
- 3 d'octubre, Hamburg (Alemanya): Carl von Ossietzky, periodista, Premi Nobel de la Pau de 1935 (m. 1938).[36]
- 20 d'octubre, Blainville-Crevon: Suzanne Duchamp, pintora dadaista francesa (m. 1963).[37]
- 27 d'octubre - Rochesterː Enid Bagnold, novel·lista i dramaturga britànica (m. 1981).[38]
- 31 d'octubre, Osca: María Sánchez Arbós, mestra i pedagoga espanyola (m. 1976).[39]
- 1 de novembre, 
  - Londres, Anglaterra: Philip Noel-Baker, atleta, polític i diplomàtic britànic, Premi Nobel de la Pau de l'any 1959 (m. 1982).
  - Gotha, Alemanyaː Hannah Höch, artista plàstica i fotògrafa integrada en el moviment dadà, pionera del fotomuntatge (m. 1978).[40]
- 14 de novembre, Allahabad: Jawaharlal Nehru (hindi जवाहरलाल नेहरू) advocat, polític i estadista indi, líder de l'ala moderada socialista del partit del Congrés Nacional Indi. Primer ministre de l'Índia des de la independència el 15 d'agost de 1947 fins a la seva mort (m. 1964),[27]
- 20 de novembre, Marshfield, Missouri: Edwin Hubble, astrònom nord-americà conegut per haver demostrat l'expansió de l'univers.

## Necrològiques
Països Catalans
- 26 de febrer - Olesa de Montserrat: Paula Montal, religiosa catalana, fundadora de les Filles de Maria Escolàpies (n. 1799).[41]
- 26 de setembre - Sabadell (el Vallès Occidental): Antoni Roca i Dencàs, industrial tèxtil, polític i banquer català.
- 4 d'octubre - Vila-real (la Plana Baixa): José Polo de Bernabé y Borrás, polític i empresari valencià (86 anys).

Resta del món
- 30 de gener - Mayerling (Àustria): Rodolf d'Àustria, es suïcida amb la seva amant en l'Incident de Mayerling.
- 30 de març - Roma: Rosa de Vries-van Os, soprano holandesa (n. 1824).[42]
- 4 d'abril - Florència: Gisela von Arnim, escriptora alemanya (n. 1827).[43]
- 15 d'abril - Tremelo, Bèlgica, Damià de Molokai, conegut com a Pare Damià i nascut com a Jozef de Veuster va ser un religiós belga, missioner de la Congregació dels Sagrats Cors que va dedicar la seva vida a la cura i assistència als leprosos de l'illa de Molokai, a Hawaii. Va ser canonitzat l'11 d'octubre de 2009 (n. 1840).[44]
- 3 de maig, Grenoble: Charles Lory, geòleg
- 27 de juny, París: Carlotta Patti, cantant italiana de la corda de soprano (n. 1835).[45]
- 28 de juny -Lynn, Massachusetts (EUA): Maria Mitchell, astrònomaestatunidenca (n. 1818).[46]
- 5 d'agost - Dresden, Alemanya: Fanny Lewald, escriptora alemanya del s. XIX (n. 1811).[47]
- 18 d'octubre -Staten Island, Nova York (EUA): Antonio Meucci, que va inventar el telèfon el 1854 tot i que Alexander Graham Bell el va patentar (n. 1808).[48]
- 6 de desembre -Nova Orleans, Louisiana (EUA): Jefferson Davis, polític sudista, primer i únic president dels Estats Confederats d'Amèrica (n. 1808).[49]
- 15 de desembre - San Francisco (EUA): Karl Formes, cantant d'òpera alemany.
- 23 de setembre - Londres (Anglaterra): Wilkie Collins, escriptor britànic (n. 1824).